# Barceló (P-11)
El Barceló (P-11) fue un patrullero de altura de la clase Barceló perteneciente a la Armada Española. Recibió su nombre en memoria del que fuera Teniente General de la Armada Española, Antoni Barceló.

## Historia
Construido en los astilleros alemanes de Lürssen Werft (Bremen) por encargo del gobierno español y mediante un convenio de cofinanciación entre el Ministerio de Defensa y el entonces Ministerio de Marina y Comercio, es el primero de los patrulleros-cañoneros a cuya serie da nombre. Tras 33 años de servicio y debido a la necesidad de reestructuración de unidades para reducir costes dictada por el plan de austeridad de la Armada fue dado de baja en 2009. El 3 de septiembre de dicho año efectuó su última navegación, tras lo cual quedó inmovilizado en los muelles del Arsenal de la Carraca en Cádiz, como paso previo a su baja en la Lista Oficial de Buques de la Armada,  que tuvo lugar el 4 de diciembre.

### Desarrollos relacionados
- Laya (P-12)
- Javier Quiroga (P-13)
- Ordóñez (P-14)
- Acevedo (P-15)
- Cándido Pérez (P-16)

### Secuencias de designación
clase Lazaga → clase Barceló → clase Anaga → clase Conejera → clase Aresa PVC-160 → clase Chilreu → Buques de Acción Marítima